# Pagosa Springs
Pagosa Springs település az Amerikai Egyesült Államok Colorado államában, Archuleta megyében, melynek megyeszékhelye is. Lakosainak száma 1571 fő (2020. április 1.).

## Népesség
A település népességének változása:

| 2010 | 1 727 |
| 2020 | 1 571 |